# Sierra de Espadán
La sierra de Espadán (en valenciano: serra d'Espadà) es una de las sierras más orientales del sistema Ibérico, en España. Se encuentra en la provincia de Castellón, en las comarcas del Alto Palancia, Alto Mijares (comarcas churras) y la Plana Baja. La sierra de Espadán divide las cuencas del Mijares y del Palancia. Gran parte de la sierra forma parte del parque natural de la Sierra de Espadán.
La sierra destaca por los afloramientos de rodeno de las Buntsandstein que permiten la existencia de bosques de Quercus suber y Pinus pinaster y plantas silicícolas, en una zona donde los materiales que afloran a la superficie en las sierras del sistema Ibérico son sobre todo calizas.